# Rhinocricus
Rhinocricus är ett släkte av mångfotingar. Rhinocricus ingår i familjen Rhinocricidae.

## Dottertaxa tillRhinocricus, i alfabetisk ordning[1]
- Rhinocricus acus
- Rhinocricus aguaytiae
- Rhinocricus albolatus
- Rhinocricus amblus
- Rhinocricus analaucus
- Rhinocricus ancashi
- Rhinocricus annexus
- Rhinocricus annulipes
- Rhinocricus anomalus
- Rhinocricus anotectus
- Rhinocricus asper
- Rhinocricus balanus
- Rhinocricus barbouri
- Rhinocricus bellus
- Rhinocricus biabonus
- Rhinocricus biolleyi
- Rhinocricus birivus
- Rhinocricus blancus
- Rhinocricus bombonus
- Rhinocricus borellii
- Rhinocricus brachyproctus
- Rhinocricus brevipes
- Rhinocricus cantantus
- Rhinocricus cantanus
- Rhinocricus carpapatae
- Rhinocricus caudatus
- Rhinocricus centralis
- Rhinocricus cinctus
- Rhinocricus clypeatus
- Rhinocricus cognatus
- Rhinocricus concinnus
- Rhinocricus cophurus
- Rhinocricus corongus
- Rhinocricus covendo
- Rhinocricus cutervoensis
- Rhinocricus cuzconus
- Rhinocricus demelloi
- Rhinocricus dispar
- Rhinocricus diversicauda
- Rhinocricus divisus
- Rhinocricus dorsosulcatus
- Rhinocricus duvernoyi
- Rhinocricus ecuadorensis
- Rhinocricus ekinus
- Rhinocricus elberti
- Rhinocricus elongatus
- Rhinocricus entypus
- Rhinocricus ererensis
- Rhinocricus eucrines
- Rhinocricus eumelanus
- Rhinocricus falcatus
- Rhinocricus filosus
- Rhinocricus fulvotaeniatus
- Rhinocricus furcianus
- Rhinocricus gaudichaudi
- Rhinocricus giganteus
- Rhinocricus goeldi
- Rhinocricus goeldii
- Rhinocricus gorontalensis
- Rhinocricus heteropus
- Rhinocricus hickoni
- Rhinocricus hicksoni
- Rhinocricus hispaniolus
- Rhinocricus holomelanus
- Rhinocricus hylophilus
- Rhinocricus indiscretus
- Rhinocricus instabilis
- Rhinocricus insulsus
- Rhinocricus iquitus
- Rhinocricus jucundus
- Rhinocricus juninus
- Rhinocricus kezantus
- Rhinocricus laetus
- Rhinocricus lamprurus
- Rhinocricus lateralis
- Rhinocricus limbatus
- Rhinocricus lombokensis
- Rhinocricus loreto
- Rhinocricus macassarensis
- Rhinocricus maltzani
- Rhinocricus maranonus
- Rhinocricus maximus
- Rhinocricus mediostriatus
- Rhinocricus meyeri
- Rhinocricus moenensis
- Rhinocricus moestus
- Rhinocricus montivagus
- Rhinocricus multistriatus
- Rhinocricus nattereri
- Rhinocricus neglectus
- Rhinocricus nigrescens
- Rhinocricus ninus
- Rhinocricus nodulipes
- Rhinocricus ocraceus
- Rhinocricus padbergi
- Rhinocricus paraensis
- Rhinocricus parcus
- Rhinocricus paucartambus
- Rhinocricus peninsularis
- Rhinocricus perplicatus
- Rhinocricus persimilis
- Rhinocricus pertenuis
- Rhinocricus phthisicus
- Rhinocricus pillaulti
- Rhinocricus pisquius
- Rhinocricus prussicolor
- Rhinocricus pugio
- Rhinocricus pycnus
- Rhinocricus pyrrholoma
- Rhinocricus quintiporus
- Rhinocricus ramulus
- Rhinocricus ripariensis
- Rhinocricus sagittatus
- Rhinocricus sanguineostriatus
- Rhinocricus scobinellus
- Rhinocricus semicinctus
- Rhinocricus sericiventris
- Rhinocricus serratus
- Rhinocricus shuarus
- Rhinocricus sinuosus
- Rhinocricus siviensis
- Rhinocricus styliferus
- Rhinocricus sublaevis
- Rhinocricus suprenans
- Rhinocricus tarapoto
- Rhinocricus tarmanus
- Rhinocricus thomasianus
- Rhinocricus tingo
- Rhinocricus transversezonatus
- Rhinocricus tucumanensis
- Rhinocricus tuobitus
- Rhinocricus urethus
- Rhinocricus urubambae
- Rhinocricus urukumui
- Rhinocricus varians
- Rhinocricus weberi
- Rhinocricus virgatus
- Rhinocricus xanthopygus
- Rhinocricus xanthozonus
- Rhinocricus yanus
- Rhinocricus zaratensis